# Port Drzewny w Toruniu
Port Drzewny w Toruniu – pierwotnie jeden z największych portów wiślanych, obecnie 65-hektarowy akwen rekreacyjny. Basen portowy liczy 1,8 km długości, 350 m szerokości. Wejście do portu ma długość 1,5 km i szerokość ok. 60 m.
Port uruchomiono w 1909 roku, choć plany jego utworzenia powstały dwadzieścia lat wcześniej. Port ulokowano ok. 6,5 km na zachód od Starego Miasta. Port miał stworzyć odpowiednie warunki dla spławianego Wisłą drewna, jego przechowywania zimą i obróbki tartacznej. Plac rozładunku i przeładunku drewna, tartak oraz warsztaty remontowe małych rzecznych jednostek pływających mieściły się przy północnej nabrzeżu portu. Obecnie na ich miejscu mieszczą się: Kościół Najświętszej Maryi Panny Gwiazdy Nowej Ewangelizacji i św. Jana Pawła II, Muzeum Pamięć i Tożsamość im. św. Jana Pawła II, Akademia Kultury Społecznej i Medialnej, Toruńskie Zakłady Urządzeń Okrętowych „Towimor”.
Po włączeniu Torunia do Polski w 1920 roku znaczenie portu zaczęło spadać. W 1923 roku powołano spółkę Port Drzewny przy Starym Toruniu. W 1928 roku władze miasta sfinansowały przy Porcie osiedle mieszkaniowe. W 1962 roku zlikwidowano żeglugę w porcie. Bazę magazynową i tabor pływający przeniesiono do Portu Zimowego.